# Woodland (Kalifornia)
Woodland település az Amerikai Egyesült Államok Kalifornia államában, Yolo megyében, melynek megyeszékhelye is. Lakosainak száma 61 032 fő (2020. április 1.).

## Népesség
A település népességének változása:
| Lakosok száma | 49 151 | 55 468 | 61 032 |
|               | 2000   | 2010   | 2020   |